# Lac Talon
Pour les articles homonymes, voir Talon.
Le lac Talon est un plan d’eau, situé dans la municipalité du Saint-Fabien-de-Panet, dans la municipalité régionale de comté (MRC) de Montmagny, dans la région administration de Chaudière-Appalaches, au Québec, au Canada.

## Géographie
Le lac Talon est situé à l'ouest de la Montagne Fendue, et au nord-ouest du village de la municipalité de Saint-Fabien-de-Panet. Le lac Talon s’approvisionne en eau par Rivière des Cèdres (lac Talon) et son tributaire, la Rivière Noire Nord-Ouest (Lac Frontière) coule au nord avant de tourner vers l'est vers le Lac Frontière (Montmagny).